# جوناس كاربيجنانو
جوناس كاربيجنانو (بالإيطالية: Jonas Carpignano) (و. 1984  م) هو مخرج أفلام، وكاتب سيناريو من إيطاليا، والولايات المتحدة، ولد في نيويورك.

## التعليم
تعلم في جامعة ويسليان، وتعلم في مدرسة تيش العليا للفنون.

## جوائز
حصل على جوائز منها:
- زمالة غوغنهايم في 2016[5] Label Europa Cinemas  [لغات أخرى]‏، عن عمل: A Ciambra [الإنجليزية]‏

- جائزة ديفيد دي دوناتيلو عن فئة أفضل مخرج  [لغات أخرى]‏، عن عمل: A Ciambra [الإنجليزية]‏
- مهرجان القاهرة السينمائي الدولي، عن عمل: Mediterranea (film) [الإنجليزية]‏
- Bergen International Film Festival [الإنجليزية]‏، عن عمل: A Ciambra [الإنجليزية]‏
- Face Awards  [لغات أخرى]‏، عن عمل: Mediterranea (film) [الإنجليزية]‏

## وصلات خارجية
- جوناس كاربيجنانو في قاعدة بيانات الأفلام على الإنترنت
- جوناس كاربيجنانو  على موقع أول موفي